# František Xaver Sandmann

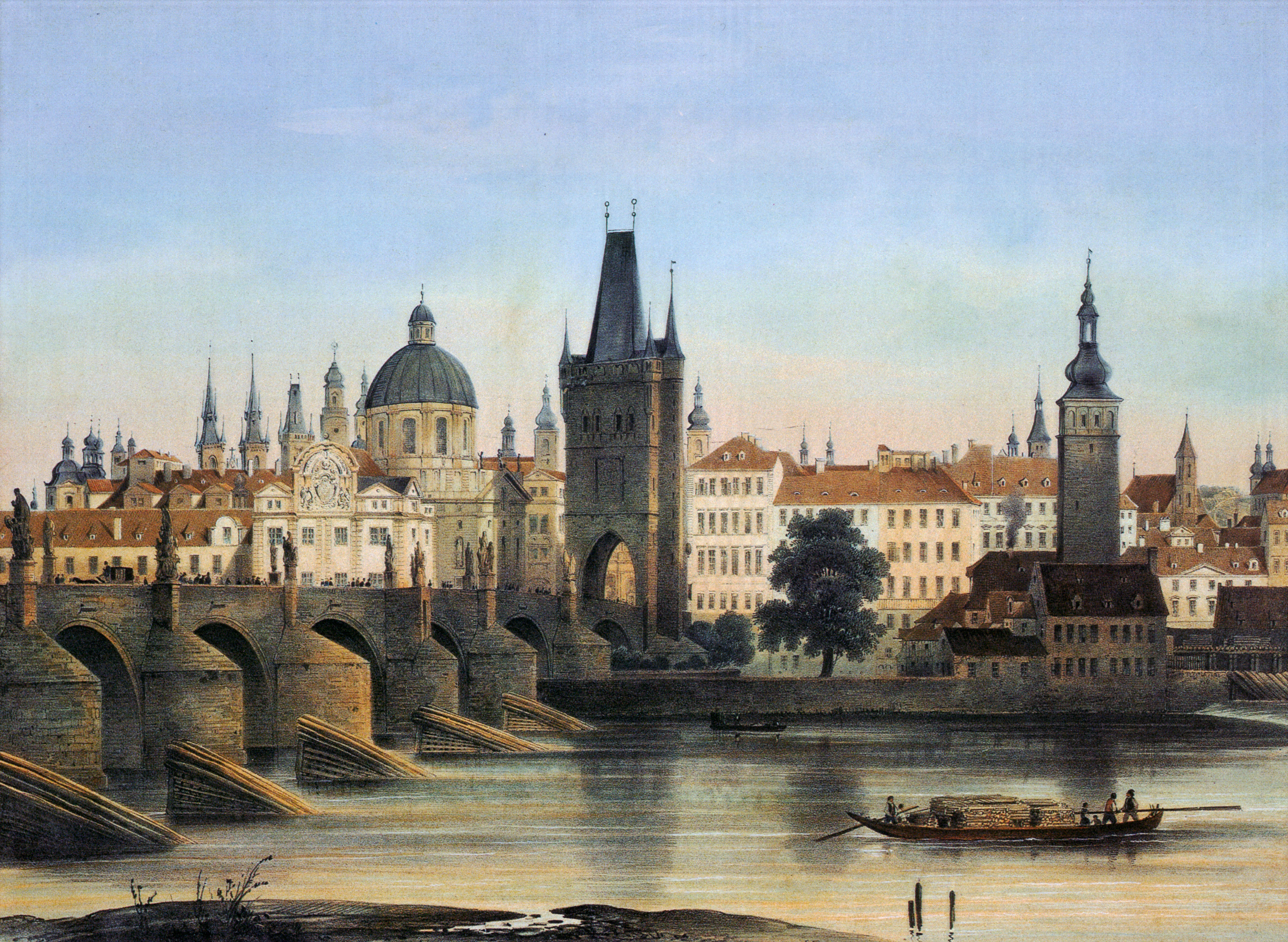
František Xaver Sandmann – kolorovaná kresba Karlova mostu a památné Mostní lípy (1840)

František Xaver Sandmann (15. prosince 1805 Štrasburk – 1. ledna 1856 Vídeň), také známý jako Franz Xaver Sandmann, F. X. Sandmann nebo François-Xavier Sandmann, byl původem alsaský grafik, malíř a kreslíř francouzské školy.

## Život a tvorba
O jeho životě je známo velmi málo. Působil v Berlíně, v Praze i ve Vídni, také v Brně, Budapešti a Benátkách. Především však skicoval své veduty na cestách. Kreslil olůvkem, tužkou nebo tuší. Kresby převáděl do techniky litografie. V letech 1841-1847 byl doložen v kreslířské akademii u svaté Anny ve Vídni. Maloval nebo koloroval nejčastěji akvarelem, jeho olejomalby jsou vzácné. První výstava jeho prací byla uspořádána ve Vídni až po jeho smrti.

## Alba a žánry
Přispíval do tehdy velmi oblíbených alb měst, památek, výletních cílů, významných objektů a krajin svými černo-bílo-šedými, tónovanými nebo kolorovanými vedutami, prováděnými obvykle technikou litografie, předlohy mu kreslil například Rudolf von Alt. Do litografických verzí převáděl také olejomalby českých, rakouských a německých malířů Pracoval často pro vídeňská vydavatelství L.T. Neumanna, Artaria nebo tiskaře a kamenotiskaře Johanna Rauha (1803-1863) v Praze či ve Vídni. Jeho litografie otiskovaly také časopisy. Pro své malebné a idealizované scenérie i harmonickou barevnost bývá řazen ke grafikům období biedermeieru a romantismu. Jen málokdy sáhl k námětům dramatickým (Štvanice na jelena), historickým (Napoleon na ostrově Svatá Helena) či národopisným (Venkovská svatba ve Štýrsku).

## Dílo
- Album Malebné pohledy z Rakouska
- Alba lázeňských měst: Karlových Varů, Mariánských Lázní, Františkových Lázní [3]
- Alba krajin a výletních cílů, např. Českosaské Švýcarsko, Krajina v povodí Labe, okolí jezera Wannsee v Berlíně, Alsasko
- Alba středoevropských měst: Prahy, Brna, Budapešti, Lublaně, Vídně, Benátek
- Témata z techniky a průmyslu, například železniční nádraží, krajiny s mosty, průmyslové provozy

## Galerie

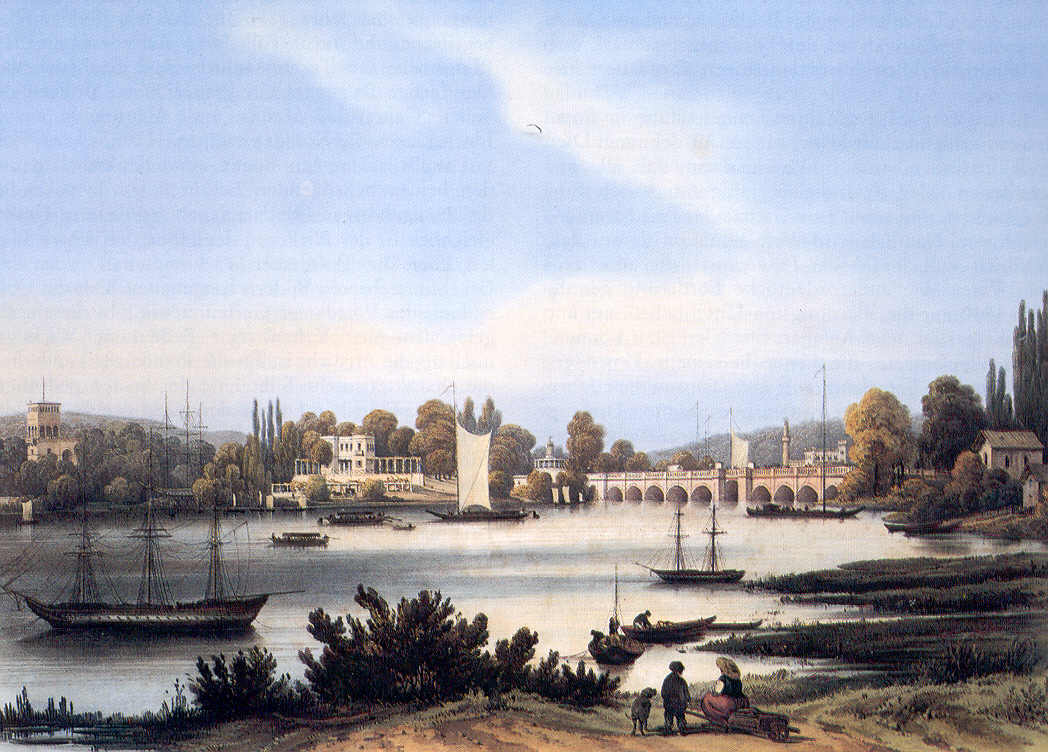
Kasino v Berlíně (1845)
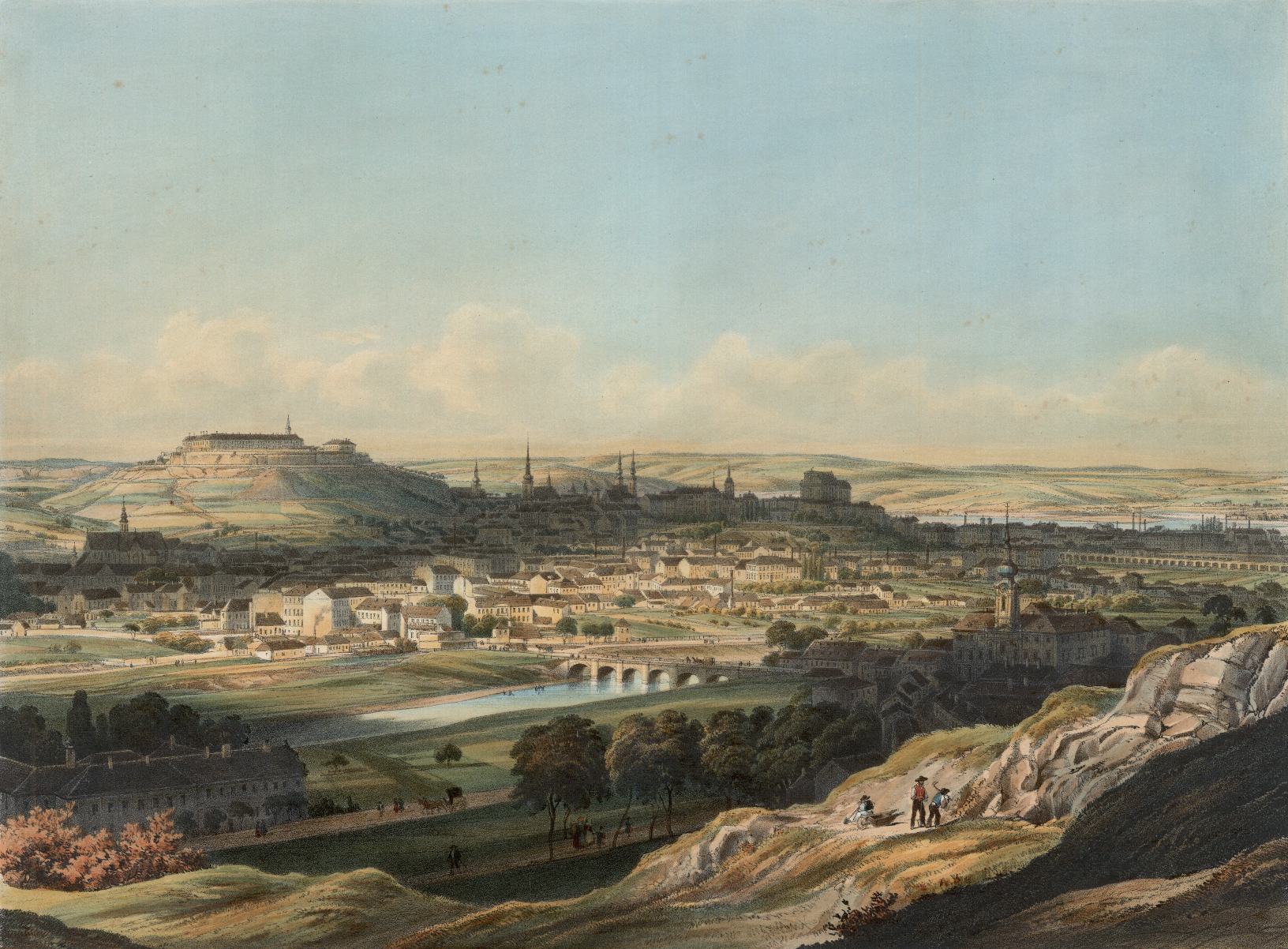
Brno z Kraví hory (1850)
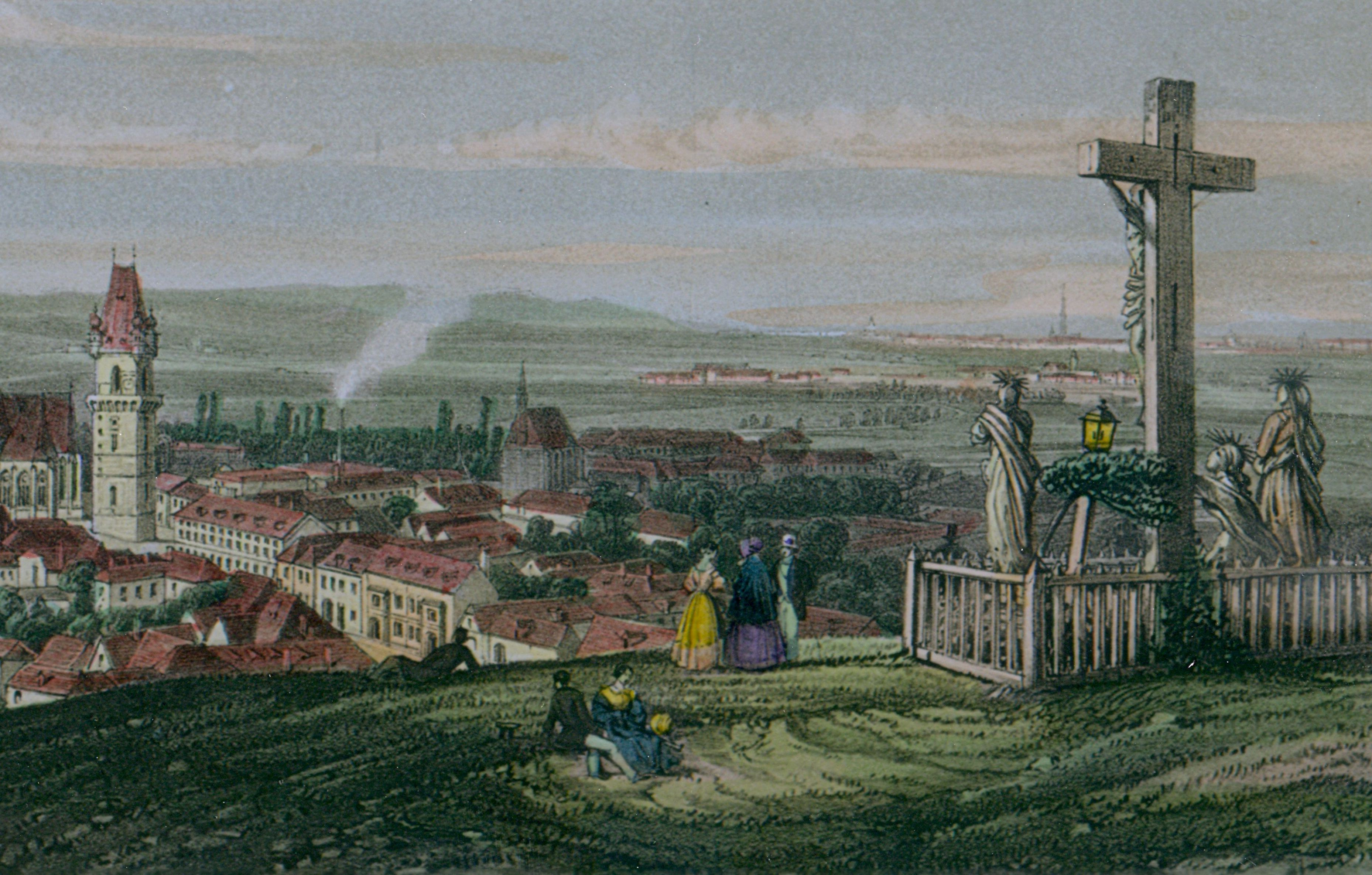
Perchtoldsdorf (1841)
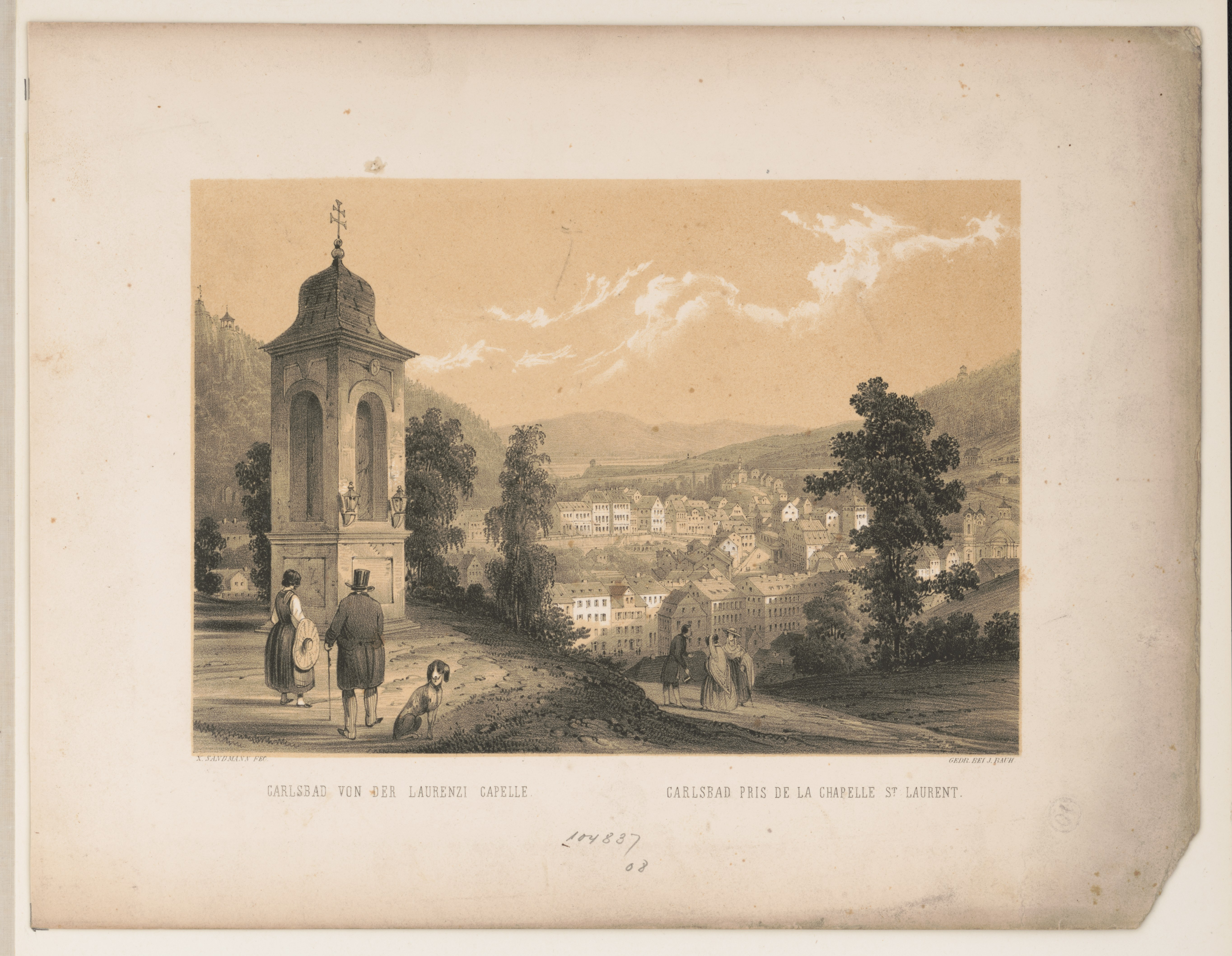
Karlovy Vary od kaple sv. Vavřince
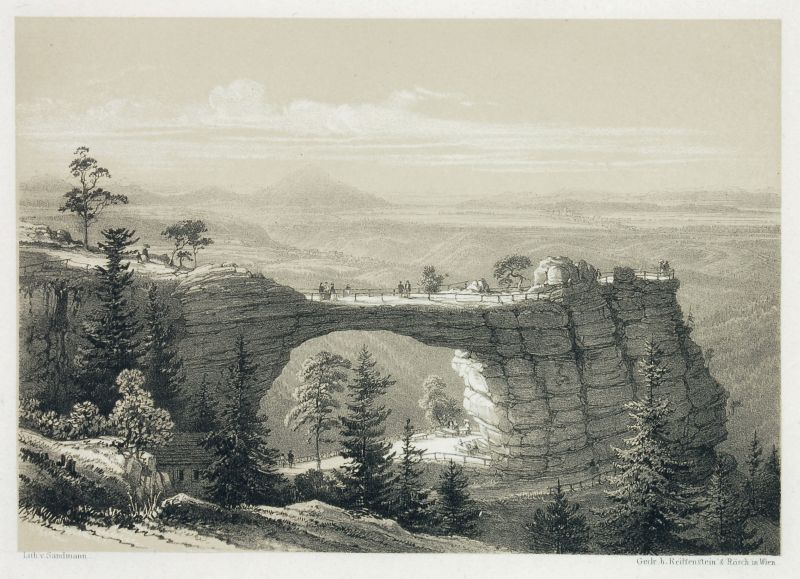
Pravčická brána
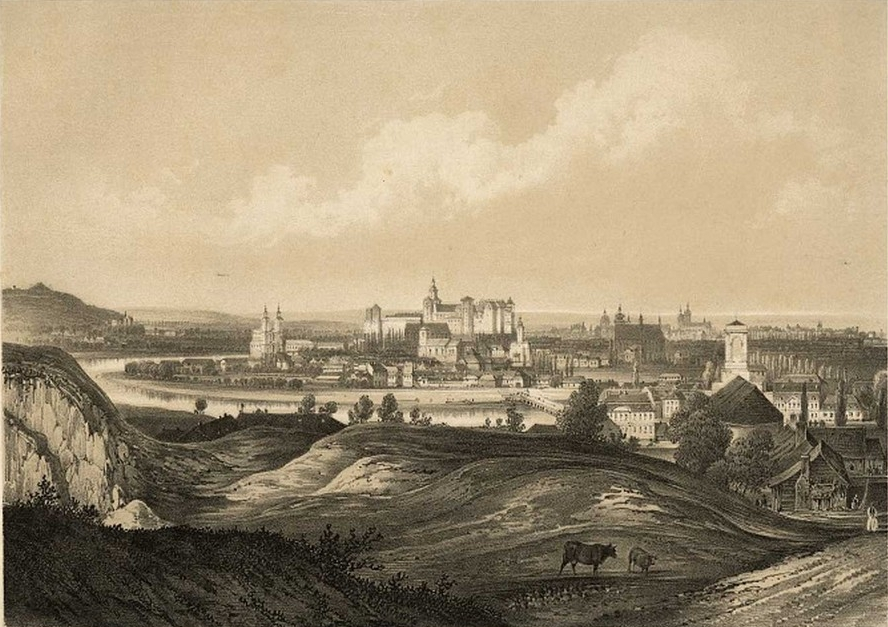
Pohled na Krakov (1850)
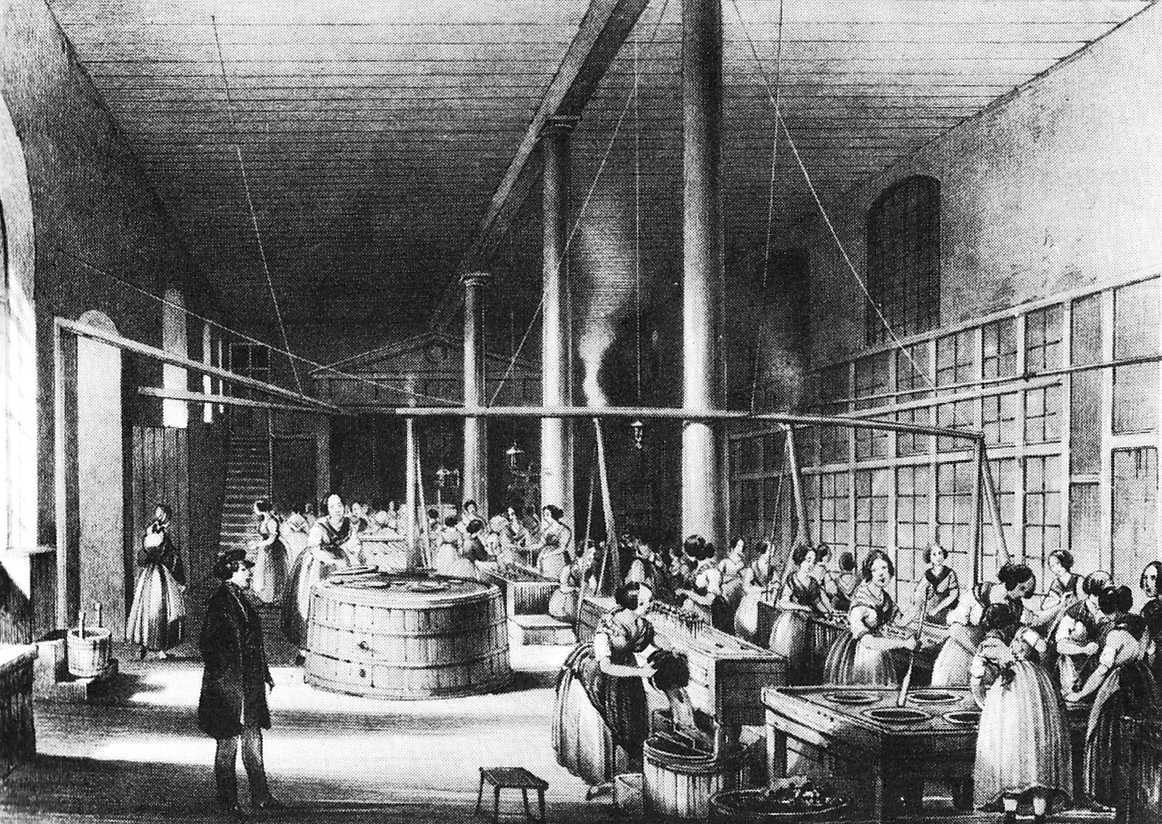
Hala mydlárny ve Vídni